# 날마다 허물벗는 꽃뱀
"날마다 허물벗는 꽃뱀"은 1982년에 개봉한 대한민국의 영화이다.

## 캐스팅
- 이은하
- 김성환
- 장혁
- 박암
- 김옥진
- 이해룡
- 이예민
- 박동룡
- 김기범
- 박종설
- 나갑성
- 조학자
- 문미봉
- 임예심
- 김지영
- 나정옥
- 김경란
- 박희철
- 서옥모
- 홍성현
- 김현수